# Tsengel, Bayan-Ölgii
Tsengel (tiếng Mông Cổ: Цэнгэл) là một sum của tỉnh Bayan-Ölgii tại miền tây Mông Cổ. Vào năm 2014, dân số của sum là 8.744 người. Không như ở các sum khác, dân cư chủ yếu tại đây là người Tuva, được biết đến là người Tuva Tsengel, không phải người Kazakh.

## Địa lý
Trung tâm sum, Khushuut, nằm cách tỉnh lị Ölgii 80 km và cách thủ đô Ulaanbaatar 1.720 km. Một phần của dãy núi Altai nằm trên địa bàn. Các dòng sông Khovd, Tsagaan và Kharganat chảy qua khu vực, và có nhiều hồ muối nhỏ xung quanh.
Động vật có dê núi, hươu nai, sói, cáo.
Có trữ lượng quặng sắt, wolfram, vật liệu xây dựng và đá quý.

### Khí hậu
Lượng mưa trung bình hàng năm tại sum là 280–500 mm.

## Kinh tế
Lĩnh vực dịch vụ tại sum được phát triển, có một trại du lịch, một trường học và một bệnh viện.

## Dân số
Dưới đây là dân số của Tsengel qua các năm:
| Năm             | 1985  | 1994  | 2005  | 2008  | 2009  | 2014  |
| Dân số ước tính | 6.700 | 6.539 | 8.364 | 8.305 | 8.348 | 8.744 |
| --------------- | ----- | ----- | ----- | ----- | ----- | ----- |